# Ava Santana
Pour les articles homonymes, voir Santana.
Ava Santana est une actrice américaine née le 15 août 1983 à Miami, en Floride (États-Unis).

## Filmographie
- 2005 : Garde rapprochée (Man of the House) : UT Student
- 2005 : The Ringer : Special Olympics Volunteer
- 2006 : Idiocracy : President Camacho's Groupie
- 2006 : The Return : Club Dancer
- 2007 : Elvis and Anabelle : News Reporter
- 2007 : Planète Terreur (Planet Terror) : Sicko
- 2008 : Friday Night Lights (série TV) : Chastity
- 2008 : Harold et Kumar s'évadent de Guantanamo (Harold & Kumar Escape from Guantanamo Bay) : Tammi
- 2008 : College : Girl #2
- 2008 : Rubika Part One: The Relic : Waitress
- 2008 : Ungirlfriendable : Vagina Monologue